# Der Irrenfreund
Der Irrenfreund – eine psychiatrische Monatsschrift für praktische Ärzte war eine psychiatrische Fachzeitschrift. Sie wurde erstmals 1859 herausgegeben und enthielt damals noch den Titelzusatz „eine Volksschrift über Irre und Irren-Anstalten, sowie zur Pflege der geistigen Gesundheit“. Sie erschien zunächst im Verlag Heuser (Neuwied), später bis zu ihrer Einstellung im Jahre 1902 im Scheurlen-Verlag (Heilbronn).